# Nikolái Nazarenko
Nikolai Grigorievich Nazarenko (19 de diciembre de 1911-20 de noviembre de 1992) fue un líder emigrado cosaco del Don que se desempeñó como presidente de la Federación Mundial del Movimiento Cosaco de Liberación Nacional de Cosaquia y la Federación Nacional Republicana Estadounidense-Cosaca.

## Emigración y espionaje
Nazarenko nació en Starocherkasskaya en el territorio de la Hueste Cosaca. Los cosacos del Don, al igual que las demás huestes cosacas del Imperio Ruso, eran un grupo privilegiado, al que se les concedía la exención de impuestos, se les permitía poseer su propia tierra y elegir a la mayoría de los funcionarios del gobierno anfitrión (no a través del atamán que encabezó el Ejército que siempre fue designado por el Emperador) a cambio de servir como uno de los principales baluartes de la Casa de los Románov. La cultura de los cosacos se centró en la equitación y la guerra. Durante un cierto período de tiempo cada año, los hombres de la Hueste tenían que dejar sus granjas para servir en el Ejército Imperial Ruso como caballería irregular o alternativamente como una fuerza policial paramilitar en una de las provincias del vasto Imperio Ruso, que sirvió para aumentar la identificación popular de los cosacos como uno de los baluartes más importantes del sistema. En 1913, los 2 millones de habitantes de la hueste cosaca del Don poseían 13 de los 17 millones de hectáreas de tierra a orillas del río Don y cuyos ingresos duplicaban los de un típico mujik (campesino) ruso. Los cosacos del Don hablaban su propio dialecto ruso y los hombres vestían uniformes coloridos distintivos que los destacaban. Cada Host tenía su propio uniforme, pero un aspecto común de todos los uniformes cosacos era que los hombres vestían un gazyr (un chaleco que transportaba balas), un gorro de lana conocido como papaja y llevaban un tipo de espada llamada shashka. Las huestes cosacas que durante mucho tiempo habían sido dueñas de sus tierras entraron rápidamente en conflicto con el nuevo régimen bolchevique, y todos los atamanes comprometieron a sus huestes a luchar por el Ejército Blanco en la Guerra Civil Rusa. En 1918 la familia de Nazarenko huyó a Rumania. Nazarenko creció en Rumania y posteriormente se alistó en el ejército rumano.
Debido a sus habilidades con el idioma ruso, fue reclutado como espía para Rumania. Nazarenko fue enviado a una misión de espionaje para Rumania en la Unión Soviética en 1933, pero fue capturado cruzando el río Dniéster de noche y encarcelado. Después de escapar de la prisión, Nazarenko se instaló en Taganrog en 1935. Taganrog estaba en el territorio tradicional de Don Cossack Host, y muchas de las personas locales eran hostiles al régimen soviético. Usando un nombre falso, Nazarenko pudo tomar el mando de una milicia cosaca del Don que se envió para apoyar al Ejército Rojo en el otoño de 1941. En la fábrica en la que trabajaba, se reclutó una milicia para luchar por el Ejército Rojo, y Nazarenko tenía suficientes conocimientos en materia militar para recibir el mando con el grado de primer teniente. Nazarenko subvirtió su unidad de milicias obreras y los convenció de luchar por Alemania. El hecho de que la mayoría de los hombres en la milicia obrera fueran cosacos del Don que habían perdido sus tierras bajo el régimen soviético ayudó mucho a Nazarenko a persuadir a su unidad a cambiar de bando.

## Segunda Guerra Mundial
Cuando las fuerzas alemanas se acercaron al río Mius, la compañía de milicias obreras de Nazarenko atacó al Ejército Rojo. Nazarenko y sus hombres se colocaron en la segunda línea, y viendo que la Wehrmacht estaba cerca, dio la orden de atacar la primera línea del Ejército Rojo. En octubre de 1941, el XIV Cuerpo Panzer de la Wehrmacht descubrió que el 9º Ejército Soviético estaba luchando contra una formación cosaca dirigida por Nazarenko, lo que los sorprendió. Después de ser relevado por la Wehrmacht, Nazarenko y sus 80 hombres supervivientes fueron enviados a la retaguardia. Nazarenko se reunió con el general Gustav von Wietersheim y le insistió en que su lealtad era hacia Alemania. Nazarenko argumentó que quería derrocar al régimen soviético y vio la Operación Barbarroja como el comienzo de la "liberación" de su pueblo. Nazarenko y sus hombres fueron alistados en la Wehrmacht como un batallón de reconocimiento, vistiendo uniformes alemanes con las palabras Kosaken estampadas en ellos.
El 23 de octubre de 1941, Nazarenko y sus hombres hicieron un juramento formal de lealtad a Adolf Hitler, jurando que obedecerían y lucharían por Hitler el resto de sus vidas. Nazarenko recibió un sombrero con visera de oficial alemán, que alteró quitando el círculo rojo, blanco y negro y reemplazándolo con el azul y blanco de la Hueste Cosaca del Don. Siguió al XIV cuerpo Panzer a Rostov y pronto fue transferido al 1.er Ejército Panzer. El Batallón de Reconocimiento Cosaco se utilizó principalmente para tareas antipartisanas y para proteger a los prisioneros de guerra del Ejército Rojo, y se consideró que tenía éxito en el desempeño de estas funciones. Las unidades cosacas que servían con la Wehrmacht tenían una reputación extremadamente brutal en lo que respecta a deberes antipartisanos, siendo utilizadas para hacer "trabajo sucio" que los alemanes no querían hacer ellos mismos, como disparar a judíos.
En febrero de 1942, Alexander Siusiukin, un cosaco del Don que servía en el Ejército Rojo, se puso en contacto con la Wehrmacht y dijo que muchos de sus compañeros cosacos del Don veían a Hitler como un libertador y estaban dispuestos a hacer cualquier cosa para ayudar a la victoria de Alemania. Siusiukin se puso en contacto con Nazarenko y se abrió un medio de comunicación. En 1942, Nazarenko, a través de su rango de primer teniente, estaba al mando de una fuerza de 500 hombres. El 14 de octubre de 1942, Nazarenko asistió a Pokrov, la fiesta ortodoxa en honor a la intercesión de la Theotokos de la Virgen María con el Altman Pávlov. Después de Pokrov, Nazarenko recorrió el campo vestido con un uniforme que combinaba aspectos de la vestimenta tradicional cosaca, como usar un gazyr y una papaja mientras llevaba una shashka junto con el uniforme alemán, elogiando a Hitler como un "libertador".
Alfred Rosenberg, el ministro del Este (Ostministerium), favoreció un enfoque llamado "guerra política" para "liberar al Reich alemán de la presión paneslava en los siglos venideros". Bajo el enfoque de "guerra política" de Rosenberg, la Unión Soviética se dividiría en cuatro estados nominalmente independientes que consisten en Ucrania; una federación en el Cáucaso; una entidad que se llamaría Ostland que comprendería los estados bálticos y Bielorrusia; y un estado ruso trasero. Rosenberg era un antisemita fanático y un rusófobo, pero estaba a favor de una política más diplomática hacia la población no rusa y no judía de la Unión Soviética, argumentando que se trataba de una gran reserva de mano de obra que podría ser utilizada por el Reich. Inicialmente, Rosenberg consideró que los cosacos eran rusos, y los atribuyó al popular estereotipo alemán de los cosacos como violadores y saqueadores. Sin embargo, a medida que el número de cosacos que se unieron al Reich siguió creciendo en 1942, Rosenberg cambió de opinión y decidió que los cosacos no eran rusos después de todo, sino que eran una "raza" separada descendiente de los godos. El Ostministerium fue apoyado por las SS, cuyos "expertos raciales" habían concluido en 1942 que los cosacos no eran eslavos, sino descendientes de los ostrogodos y, por lo tanto, eran arios. Rosenberg decidió que después de la "victoria final", Alemania establecería un nuevo estado títere que se llamaría Cosaquia en los territorios tradicionales de las Huestes del Don, Kubán, Terek, Astracán, Ural y Orenburg en el sureste de Rusia. La mayoría de los líderes cosacos, como el general Piotr Krasnov, tendían a rechazar el concepto de "Cossackia", pero dado que era política alemana promover "Cossackia", tenían pocas opciones al respecto. Nazarenko parece ser uno de los líderes cosacos que abraza la idea de "Cossackia".
En agosto de 1943, la compañía de Nazarenko de 500 se incorporó a la 1.ª División de Caballería Cosaca, que se formó y entrenó en Mielau (actual Mława, Polonia). Cuando se formó la 1.ª División Cosaca, Nazarenko recibió el soldbuch (cartilla de identidad) número 1 en reconocimiento por ser el primero de los primeros cosacos en luchar por Alemania. El soldbuch tenía un significado simbólico considerable en la Wehrmacht y recibir un soldbuch con un número alto era una señal de confianza. Para el verano de 1943, Nazarenko estaba involucrado en una relación con una mujer alemana que vivía en Mielau. Uno de sus vecinos la denunció por acostarse con un eslavo, lo que provocó su arresto por parte de la Gestapo. Nazarenko se quejó a su comandante, el general Helmuth von Pannwitz, diciendo que había sido fiel a su juramento a Hitler y que había estado luchando por el Reich durante casi dos años. A través de Pannwitz pudo usar su influencia para liberar a la mujer, sin embargo, el incidente la había amargado lo suficiente como para hacer que terminara la relación. Nazarenko declaró más tarde que Pannwitz quería "la creación de un espíritu unificado" en la 1.ª División Cosaca y trató de animar a sus oficiales a tratar a los cosacos con respeto. Pannwitz puso a Nazarenko a cargo de una unidad de contrainteligencia para investigar a los espías soviéticos en la 1.ª División Cosaca. La 1.ª División Cosaca no fue enviada a la Unión Soviética como se esperaba, sino a Bosnia y Croacia. Cuando la División Cosaca fue transferida de la Wehrmacht a las Waffen-SS, Nazarenko también pasó a formar parte de las SS.
Nazarenko se desempeñó como traductor e interrogador de prisioneros de guerra para la Wehrmacht y las SS en Rumania en 1944. Nazarenko fue acusado de ejecutar a prisioneros de guerra del Ejército Rojo y de colgar judíos de los postes de luz en Odesa, afirmaciones que él negó, aunque declaró en una entrevista que los judíos eran sus "enemigos ideológicos". En 1944 mientras vivía en Belgrado, Nazarenko se casó con la hija del general Viacheslav Naumenko, el atamán de la hueste cosaca de Kubán. Hacia el final de la Segunda Guerra Mundial, Nazarenko estaba en Berlín sirviendo como jefe de inteligencia del "gobierno en el exilio" cosaco creado por Alfred Rosenberg y encabezado por Piotr Krasnov. El suegro de Nazarenko, Naumenko, se desempeñó como "ministro de guerra" en el "gobierno en el exilio" de Cossackia. Al final de la Segunda Guerra Mundial, Nazarenko estaba en Múnich, donde se rindió a los estadounidenses. No fue repatriado por los estadounidenses a los soviéticos. De 1945 a 1949, Nazarenko trabajó en Baviera para el Cuerpo de Contrainteligencia del Ejército de los EE. UU., siendo utilizado como traductor e investigador de posibles agentes soviéticos que vivían en los campos de personas desplazadas.

## Activista republicano
En 1949, emigró a los Estados Unidos, viviendo en varios lugares del área de Nueva York-Nueva Jersey. En los Estados Unidos, Nazarenko fundó y dirigió la Asociación de Veteranos de Guerra de Cosacos compuesta por veteranos de la 1.ª División Cosaca. Un número de cosacos que sirvieron en las Ostlegionen y las Waffen-SS terminaron estableciéndose en Australia, donde fueron recibidos como si casi coincidieran con el ideal australiano del inmigrante perfecto, ya que eran blancos, cristianos y anticomunistas, con la única mancha negra en contra que no eran angloirlandeses. Australia llegó a acoger a una gran cantidad de cosacos después de 1945, siendo uno de los principales destinos de los refugiados cosacos. Nazarenko pasó mucho tiempo visitando Australia después de 1950 para mantener contactos con los cosacos que vivían allí. Como organizador del desfile anual del Día de las Naciones Cautivas que se lleva a cabo cada julio en Nueva York a partir de 1960, Nazarenko tuvo cierto grado de prominencia local. En las elecciones de 1968 y 1972, Nazarenko hizo campaña por el candidato republicano, Richard Nixon, en su calidad de presidente de la Federación Nacional Republicana Estadounidense-Cosaca. En algún momento, Nazarenko se involucró con el Bloque de Naciones Antibolcheviques (ABN). En 1969, ABN Correspondence, la revista de ABN, lo incluyó en su Junta Directiva como Representante de la Organización para los "Veteranos de Guerra Cosacos".
En 1969, Nixon fundó el Consejo Nacional de Grupos de Herencia Republicana, cuyo primer presidente fue un inmigrante húngaro, Laszlo Pasztor, quien comenzó su carrera política como activista del partido fascista Cruz Flechada en su Hungría natal. El Consejo Nacional de Grupos de Herencia Republicana fue diseñado para llegar a las llamadas comunidades étnicas en los Estados Unidos en nombre del Partido Republicano, con un enfoque especial en llegar a los estadounidenses de origen europeo oriental. Pasztor tuvo mucho éxito en las elecciones de 1968 como activista republicano que trabajaba en barrios habitados por inmigrantes de Europa del Este o descendientes de inmigrantes de Europa del Este, lo que llevó a Nixon a hacer de los Grupos de Herencia una parte permanente del Partido Republicano. Pasztor, a su vez, reclutó a Nazarenko en el Consejo de Grupos de Herencia. El Consejo de Grupos de Herencia se fundó en una conferencia en Washington D. C. celebrada entre el 29 y el 31 de octubre de 1969, con Nixon hablando con los fundadores en la Casa Blanca el 30 de octubre de 1969. Nazarenko asistió a la conferencia y figuraba como representante de los cosacos. ABN Correspondence describió a Nazarenko como representante tanto de "Cosaquia" como de los American Friends of the ABN en la conferencia de 1969. En 1974, Nazarenko se había otorgado a sí mismo el rango de coronel y figuraba como uno de los líderes del comité de campo de las Naciones Cautivas en el estado de Nueva York, donde, según los documentos de Nixon, su dirección era 21 S Weatern Highway, Blauvelt, Nueva York.
El académico estadounidense Leonard Weinberg describió el reclutamiento de activistas como Pasztor y Nazarenko en el Partido Republicano a fines de la década de 1960 como el comienzo de una inclinación hacia una postura más derechista dentro del Partido Republicano. Varios otros miembros del Consejo Nacional de Grupos de Herencia Republicana, cuyos miembros eran en su mayoría de Europa del Este, tenían conexiones con causas fascistas como el rumano-estadounidense Florian Galdau, quien sirvió en la Legión del Arcángel Miguel (la Guardia de Hierro) en su natal Rumania, el eslovaco-estadounidense Met Balco, que organizó "conmemoraciones anuales del régimen nazi eslovaco", el ucraniano-estadounidense Bohdan Fedorak, que fue miembro de la Organización de Nacionalistas Ucranianos (OUN) y cuyo pasado en tiempos de guerra era "cuestionable", y el búlgaro-estadounidense Radi Slavoff, que había sido miembro de un grupo fascista en Bulgaria. La académica estadounidense Jaimee A. Swift escribió que los 25 miembros del Consejo Nacional de Grupos de la Herencia Republicana estaban casi exclusivamente preocupados por la política exterior y rara vez abordaban cuestiones internas. También señaló que, a pesar del propósito declarado del consejo de mejorar el alcance del Partido Republicano a las minorías étnicas, el consejo nunca tuvo miembros judíos ni afroamericanos. Swift sintió que era revelador que la mayoría de los miembros del Consejo Nacional de Grupos de Herencia Republicana tenían vínculos con la Liga Mundial Anticomunista, que fue una reunión de varios grupos de extrema derecha de todo el mundo. La exclusión de los judíos y los negros del consejo se justificó con el argumento de que esas dos comunidades tenían preocupaciones "especiales". El periodista Russ Bellant consideró que el argumento de las "preocupaciones especiales" para los judíos estadounidenses y los afroamericanos era engañoso, ya que también se podría decir que los chinos estadounidenses, los vietnamitas estadounidenses y los indios nativos tienen preocupaciones "especiales", pero los miembros de estos grupos estaban representados en el consejo. Bellant señaló que muchos miembros del consejo dejaron en claro que no darían la bienvenida a los miembros negros y judíos, lo que, en su opinión, era la verdadera razón para excluir a los judíos y negros. En 1972, Nazarenko convirtió la Asociación de Veteranos de Guerra de Cosacos en la Federación Mundial del Movimiento Cosaco de Liberación Nacional de Cosaquia. Nazarenko participó en los desfiles del Día de las Naciones Cautivas con su uniforme cosaco y, como presidente de la Federación Nacional Republicana Estadounidense-Cosaca, participó activamente en la política republicana. El autor estadounidense nacido en Austria Julius Epstein describió a Nazarenko a principios de la década de 1970 viviendo en una casa modesta en Nueva York junto con su esposa y suegro Naumenko.
En 1978, Nazarenko, vestido con su uniforme azul cosaco del Don, encabezó el desfile de las Naciones Cautivas como mariscal del desfile en la ciudad de Nueva York, y le dijo a un periodista: "Cosaquia es una nación de 10 millones de personas. En 1923, los rusos abolieron oficialmente a Cosaquia como una nación. Oficialmente, ya no existe... Estados Unidos no debería gastar miles de millones apoyando a los soviéticos con el comercio. No debemos tener miedo del ejército ruso porque la mitad está compuesto por naciones cautivas. Nunca pueden confiar en sus tropas". El periodista Hal McKenzie describió a Nazarenko con "una figura llamativa con su gorra de piel blanca, abrigo hasta la pantorrilla con una larga daga envainada en plata y cartuchos de plata ornamentales en el pecho". El desfile del Día de las Naciones Cautivas en Nueva York se describió como muy colorido, con gente de Europa, Asia y Cuba que apareció con sus trajes nacionales tradicionales, mientras que la danza del dragón chino interpretada con gongs y tambores por los miembros chinos del comité de Naciones Cautivas se sumó a la atmósfera. Una señal de la política del comité de Naciones Cautivas fue que una de las "naciones cautivas" honradas en el desfile era Rodesia (la actual Zimbabue), que en ese momento estaba gobernada por un gobierno supremacista blanco de derecha encerrado en una guerra con las guerrillas negras de izquierda de la Unión Popular Africana de Zimbabue, respaldada por los soviéticos, y la Unión Nacional Africana de Zimbabue, respaldada por China. Rodesia había sido incluida como una de las "naciones cautivas" con el argumento de que el gobierno de Rodesia había sido "traicionado" por los Estados Unidos y el Reino Unido, que presionaban a Rodesia para que permitiera el gobierno de la mayoría y que el gobierno de la mayoría en Rodesia era el equivalente de entregando el país a los comunistas.
El 21 de julio de 1984, Nazarenko pronunció un discurso en una cena para el Comité de Naciones Cautivas en Nueva York. Nazarenko comenzó elogiando a los que lucharon por la Alemania nazi en las Ostlegionen y las Waffen-SS como héroes. Volviendo a su tema principal, Nazarenko declaró: "Hay un cierto grupo étnico que tiene su hogar en Israel. Este grupo étnico trabaja con los comunistas todo el tiempo. Eran la Quinta Columna en Alemania y en todas las Naciones Cautivas... Ellos espiarían, sabotearían y harían cualquier acto en interés de Moscú. Por supuesto, tenía que haber la creación de una autodefensa natural contra esta Quinta Columna. Tenían que ser aislados. Se necesitaba seguridad. Así que la Quinta Columna fue arrestada y encarcelada. Este grupo étnico en particular fue responsable de ayudar a la NKVD soviética. Un millón de nuestra gente fue destruida como resultado de su ayuda a la NKVD... Escuchas mucho sobre el Holocausto judío, pero ¿qué pasa con los 140 millones de cristianos, musulmanes y budistas asesinados por el comunismo? ¡Ese es el verdadero Holocausto y nunca se oye hablar de él!". La audiencia rugió su aprobación y el discurso de Nazarenko fue el mejor recibido de la noche.
El 17 de mayo de 1985, asistió a un discurso pronunciado por el presidente Ronald Reagan en una reunión del Consejo de Grupos de Herencia Republicana en el Hotel Omni Shoreham en representación de la Federación Nacional Republicana Estadounidense-Cosaca. Al día siguiente, Nazarenko fue entrevistado por el periodista estadounidense Russ Bellant. Antes de Bellant, Nazarenko sacó un maletín lleno de literatura antisemita sobre la "cuestión judía", publicaciones cosacas y recuerdos de su servicio en la Wehrmacht y las Waffen-SS. Bellant describió a Nazarenko como un hombre musculoso de 6'1 (1.85 m) con un bigote extravagante y una energía poco natural para un hombre de su edad junto con una inmensa capacidad para consumir vodka, fumar en cadena y expresar su odio furioso por los judíos y los rusos. Al igual que muchos otros emigrados cosacos, Nazarenko insistió en que los cosacos eran una nación distintiva que no eran rusos a pesar de hablar ruso. Nazarenko le dijo a Bellant que los judíos eran sus "enemigos ideológicos", alegando que los judíos inventaron el comunismo para oprimir a los gentiles y que estaba orgulloso de haber luchado por la Alemania nazi. Cuando se le preguntó a Nazarenko, negó el Holocausto y dijo que "los judíos no murieron en las cámaras de gas. Esas montañas de huesos son de personas que murieron a causa de la privación de libertad o de enfermedades". En 2014, Bellant recordó: "Entrevisté al cosaco; me mostró su pensión por el servicio en las SS en la Segunda Guerra Mundial, y cómo estaba afiliado a grupos nazis libres en los Estados Unidos, y no se arrepintió".
Nazarenko también le dijo a Bellant que estaba en contacto con publicaciones "patrióticas" como Thunderbolt (una revista supremacista blanca editada por Edward Reed Fields), The Spotlight e Instauration, enviándoles artículos. Nazarenko vivía cómodamente con una pensión de veterano proporcionada por el gobierno de Alemania Occidental. Nazarenko le dijo a Bellant que al conocer a los nazis: "Me respetan porque fui un ex oficial del ejército alemán. A veces, cuando me encuentro con estos tipos, dicen '¡Heil Hitler!'". Gran parte del tiempo de Nazarenko en la década de 1980 se dedicó a tratar de desacreditar a la Oficina de Investigaciones Especiales, la rama del Departamento de Justicia responsable de investigar a los criminales de guerra nazis acusados que viven en los Estados Unidos, a los que llamó parte de un complot "comunista" para deportarlo de los Estados Unidos.
En un artículo del New York Times de 1988, Bellant pidió al Partido Republicano que expulsara a Nazarenko. La presidenta del Consejo Nacional de Grupos de Herencia Republicana, Anna Chennault, nacida en China, fue muy activa en las elecciones de 1988 como activista republicana y desdeñó mucho las acusaciones de que los miembros del consejo de Europa del Este habían sido colaboradores del Eje en la guerra. Chennault se había convertido desde la década de 1950 en una de las principales portavoces del "Lobby de China" de derecha que creía que el régimen comunista en China era solo temporal y que el régimen del Kuomintang en Taiwán algún día recuperaría el continente, y en consecuencia, se opuso al reconocimiento estadounidense de la República Popular China. En relación con su trabajo con el "Lobby de China", Chennault había sido durante mucho tiempo presidenta de la Federación Republicana Chino-Estadounidense y de la Federación Republicana Asiático-Estadounidense antes de ser ascendida a presidenta del Consejo Nacional de Grupos de Herencia Republicana en 1987. A fines de 1988, Nazarenko fue expulsado del Partido Republicano junto con otros 7 organizadores étnicos con vínculos nazis. Sin embargo, a Nazarenko se le permitió seguir siendo miembro del Consejo de Grupos de Herencia Republicana, lo que en efecto le permitió conservar su membresía en el Partido Republicano. El 28 de octubre de 1989, apareció un informe escrito por Chennault y otros que negaba que hubiera problemas con los partidarios del Eje en el Consejo Nacional de Grupos de la Herencia Republicana. En 1989, a Nazarenko se le permitió reanudar su membresía en el Partido Republicano.

## Libros y artículos
- Bellant, Russ (1991). Old Nazis, the New Right, and the Republican Party. Boston: South End Press. ISBN 0896084183.
- Burleigh, Michael (2001). The Third Reich A New History. New York: Hill and Wang. ISBN 080909326X.
- Beyda, Oleg; Petrov, Igor (2018). «The Soviet Union».  En David Stahel, ed. Joining Hitler's Crusade: European Nations and the Invasion of the Soviet Union, 1941. Cambridge: Cambridge University Press. pp. 369-428. ISBN 978-1316510346.
- Epstein, Julius (1973). Operation Keelhaul; The Story of Forced Repatriation from 1944 to the Present. New York: Devin-Adair Publishing Company. ISBN 0815964072.
- Lee, Martin (2013). The Beast Reawakens: Fascism's Resurgence from Hitler's Spymasters to Today's Neo-Nazi Groups and Right-Wing Extremists. London: Routledge. ISBN 978-1135281311.
- Mueggenberg, Brent (2019). The Cossack Struggle Against Communism, 1917-1945. Jefferson: McFarland. ISBN 978-1476679488.
- Newland, Samuel J. (1991). The Cossacks in the German Army 1941-1945. London: Frank Cass. ISBN 0714681997.
- Persian, Jayne (July 2018). «Cossack Identities: From Russian Émigrés and Anti-Soviet Collaborators to Displaced Persons». Journal Immigrants & Minorities 36 (2): 125-142. doi:10.1080/02619288.2018.1471856.
- Simpson, Christopher (1988). Blowback: America's Recruitment of Nazis and Its Effects on the Cold War. New York: Grove Atlantic. ISBN 1555841066.
- Weinberg, Leonard (1998). «An Overview of Right-wing Extremism in the Western World: A Study of Convergence, Linkage and Identity».  En Jeffrey Kaplan; Tore Bjørgo, eds. Nation and Race: The Developing Euro-American Racist Subculture. Boston: Northeastern University Press. pp. 3-33. ISBN 1555533329.